# Letnie Igrzyska Olimpijskie 1976
XXI Letnie Igrzyska Olimpijskie (oficjalnie Igrzyska XXI Olimpiady) odbyły się w 1976 roku w Montrealu (Kanada).
Igrzyska pod względem sportowym oraz organizacyjnym, mimo ustanowionych 32 rekordów świata, uznano za nieudane. Przyczynił się do tego bojkot imprezy przez ekipy narodowe państw afrykańskich (jedynymi państwami reprezentującymi ten kontynent na igrzyskach były Senegal i Wybrzeże Kości Słoniowej). Był to protest przeciwko niepodjęciu przez MKOl decyzji o wykluczeniu z igrzysk reprezentacji Nowej Zelandii, której reprezentacja w rugby złamała międzynarodową izolację rasistowskiej Republiki Południowej Afryki, organizując tournée po tym państwie. Wśród państw bojkotujących igrzyska znalazł się także Tajwan, który nie uzyskawszy zgody na występowanie pod nazwą Republika Chińska, zrezygnował ze startu. Ciężka zima spowodowała, że Kanadyjczycy nie byli w stanie dokończyć wszystkich rozpoczętych inwestycji. Jednocześnie w środowisku sportowym rozgorzała dyskusja nad czystością sportu; coraz częściej podejrzewano sportowców (szczególnie z państw bloku wschodniego) o stosowanie wyszukanych środków i technik dopingowych. Pojawiły się także głosy o upadającym duchu amatorstwa olimpijskiego, komercjalizacji sportu w państwach zachodnich oraz upolitycznieniu w państwach socjalistycznych. Igrzyska w Montrealu były finansową klapą, a ich koszty obciążyły społeczeństwo kanadyjskie na wiele lat.
Do programu włączono nowe dyscypliny w kategorii kobiet – wioślarstwo, koszykówkę i piłkę ręczną.

## Państwa uczestniczące

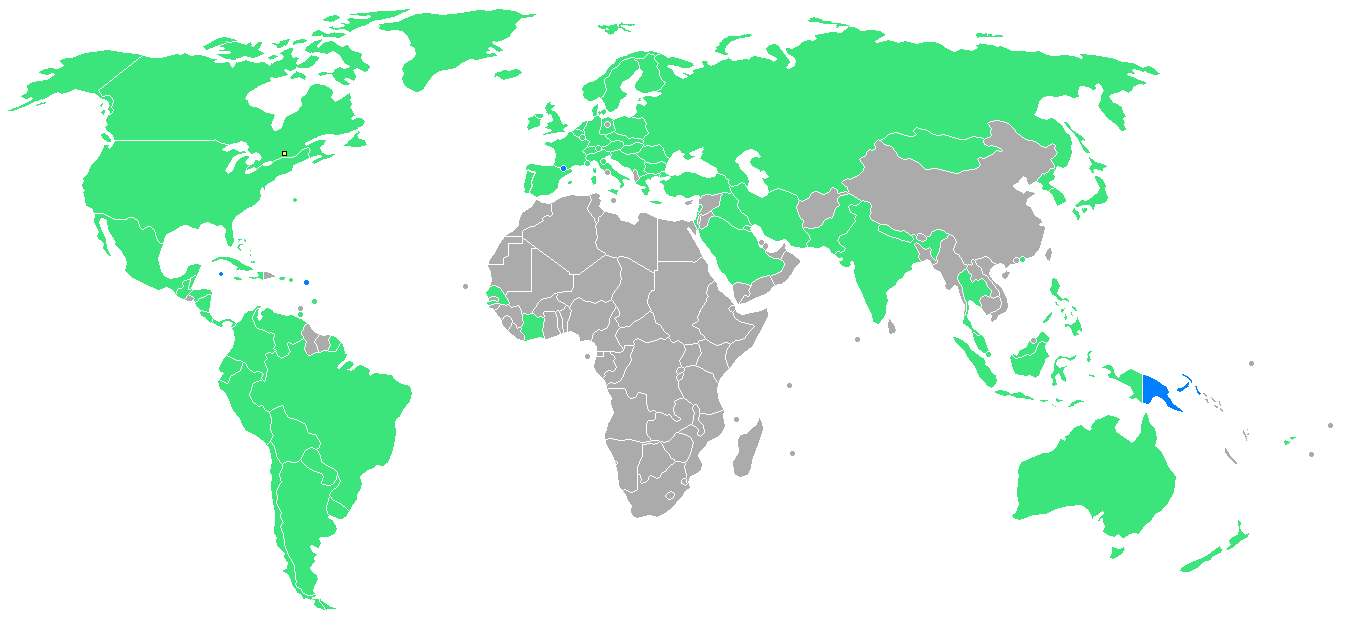
Państwa uczestniczące

| - Andora - Antigua i Barbuda - Antyle Holenderskie - Arabia Saudyjska - Argentyna - Australia - Austria - Bahamy - Barbados - Belgia - Belize - Bermudy - Boliwia - Brazylia - Bułgaria - Chile - Czechosłowacja - Dania - Dominikana - Ekwador - Egipt - Fidżi - Filipiny | - Finlandia - Francja - Grecja - Gwatemala - Haiti - Hiszpania - Holandia - Hongkong - Indie - Indonezja - Iran - Irlandia - Islandia - Izrael - Jamajka - Japonia - Jugosławia - Kajmany - Kamerun - Kanada - Kolumbia - Korea Południowa - Korea Północna | - Kostaryka - Kuba - Kuwejt - Liban - Liechtenstein - Luksemburg - Malezja - Maroko - Meksyk - Monako - Mongolia - Nepal - Nikaragua - Norwegia - Nowa Zelandia - NRD - Pakistan - Panama - Papua-Nowa Gwinea - Paragwaj - Peru - Polska - Portoryko | - Portugalia - RFN - Rumunia - Salwador - San Marino - Senegal - Singapur - Stany Zjednoczone - Surinam - Szwajcaria - Szwecja - Tajlandia - Trynidad i Tobago - Tunezja - Turcja - Urugwaj - Wenezuela - Węgry - Wielka Brytania - Włochy - Wybrzeże Kości Słoniowej - Wyspy Dziewicze Stanów Zjednoczonych - ZSRR |

Na Igrzyskach w Montrealu pojawiło się 4 debiutantów: Andora, Antigua i Barbuda (jako Antigua), Kajmany oraz Papua-Nowa Gwinea.
UWAGA: Egipt, Kamerun, Maroko i Tunezja po dwóch dniach zbojkotowały igrzyska.

## Slogan
Długie życie igrzysk w Montrealu (ang. Long life to the Montréal Games, fr. Longue vie aux Jeux de Montréal)

## Państwa bojkotujące igrzyska

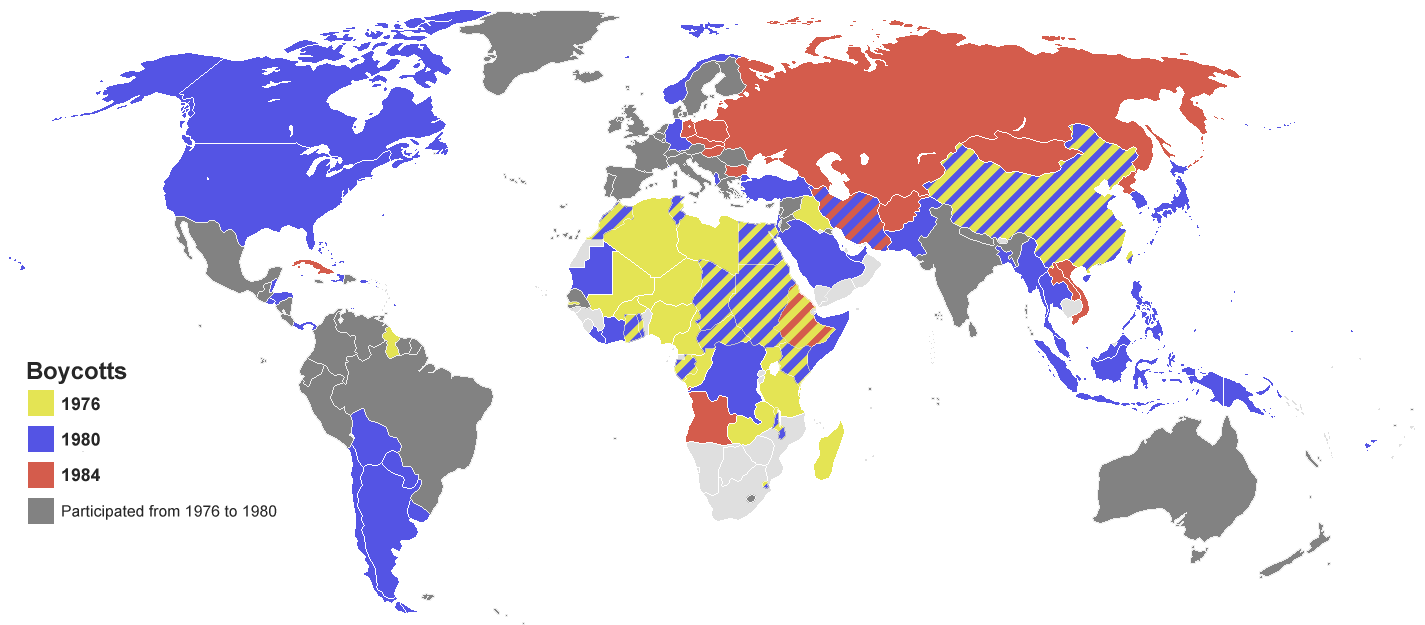
Państwa bojkotujące (na żółto)

| - Algieria - Czad - Egipt - Etiopia - Gabon - Gambia - Ghana - Górna Wolta - Gujana - Irak | - Kamerun - Kenia - Kongo - Libia - Madagaskar - Malawi - Mali - Maroko - Niger - Nigeria | - Republika Środkowoafrykańska - Suazi - Sudan - Tajwan - Tanzania - Togo - Tunezja - Uganda - Zambia |

## Wyniki

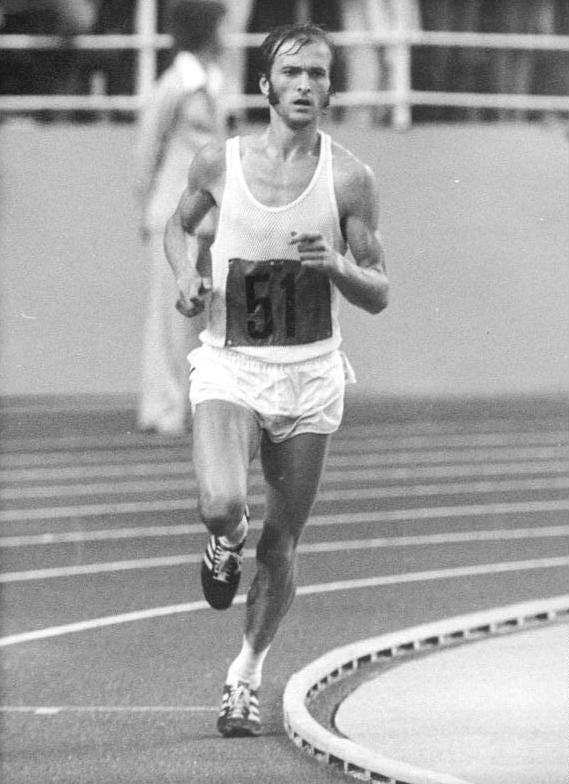
Wschodnioniemiecki biegacz Waldemar Cierpinski zaskoczył wszystkich wygrywając maraton na IO 1976

| - boks - gimnastyka - hokej na trawie - jeździectwo - judo - kajakarstwo - kolarstwo - koszykówka - lekkoatletyka - łucznictwo - pięciobój nowoczesny - piłka nożna |  | - piłka ręczna - piłka wodna - pływanie - podnoszenie ciężarów - siatkówka - skoki do wody - strzelectwo - szermierka - wioślarstwo - zapasy - żeglarstwo |

Okolicznościowe znaczki pocztowe wyemitowane w ZSRR
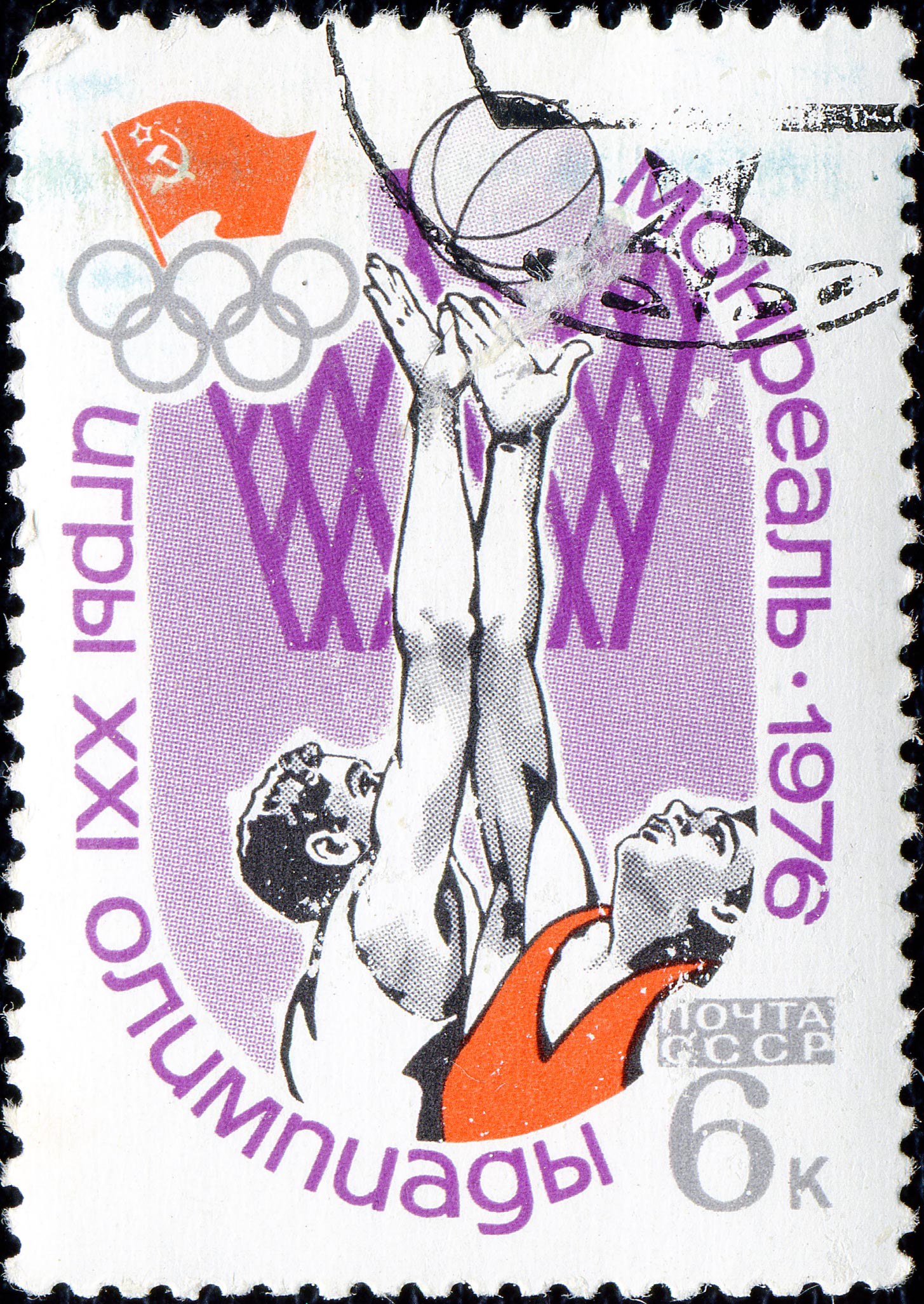
Koszykówka
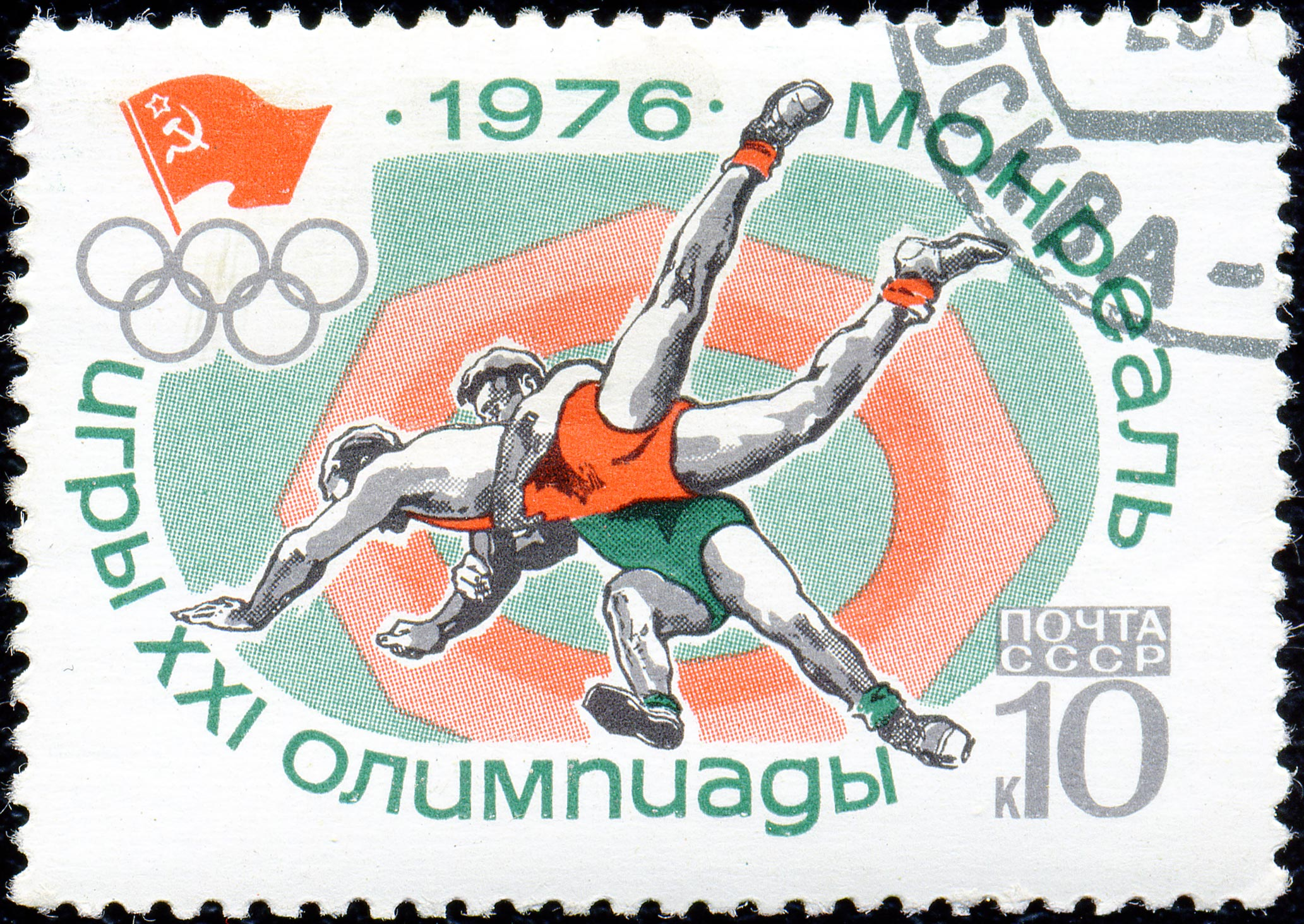
Zapasy
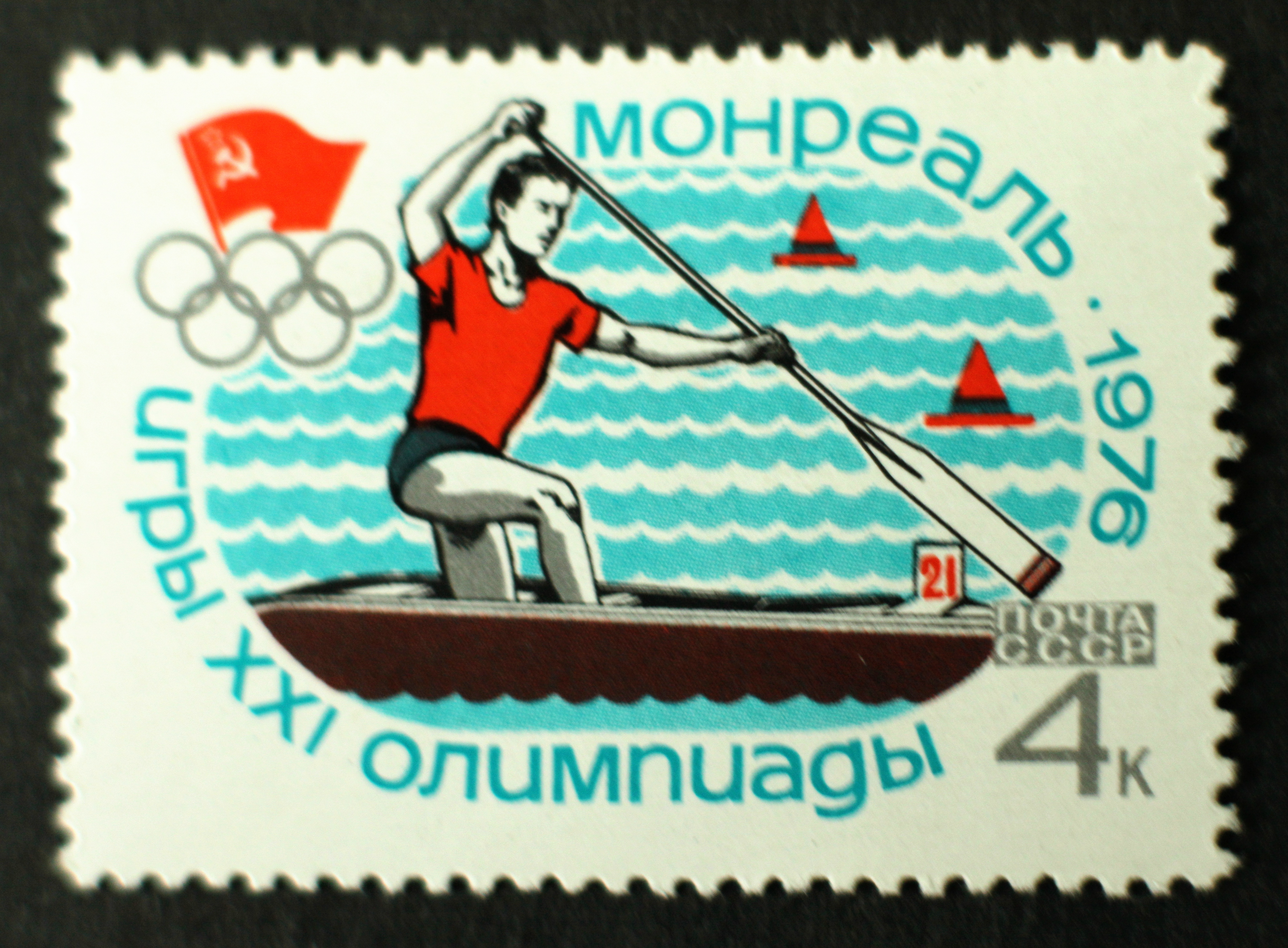
Wioślarstwo
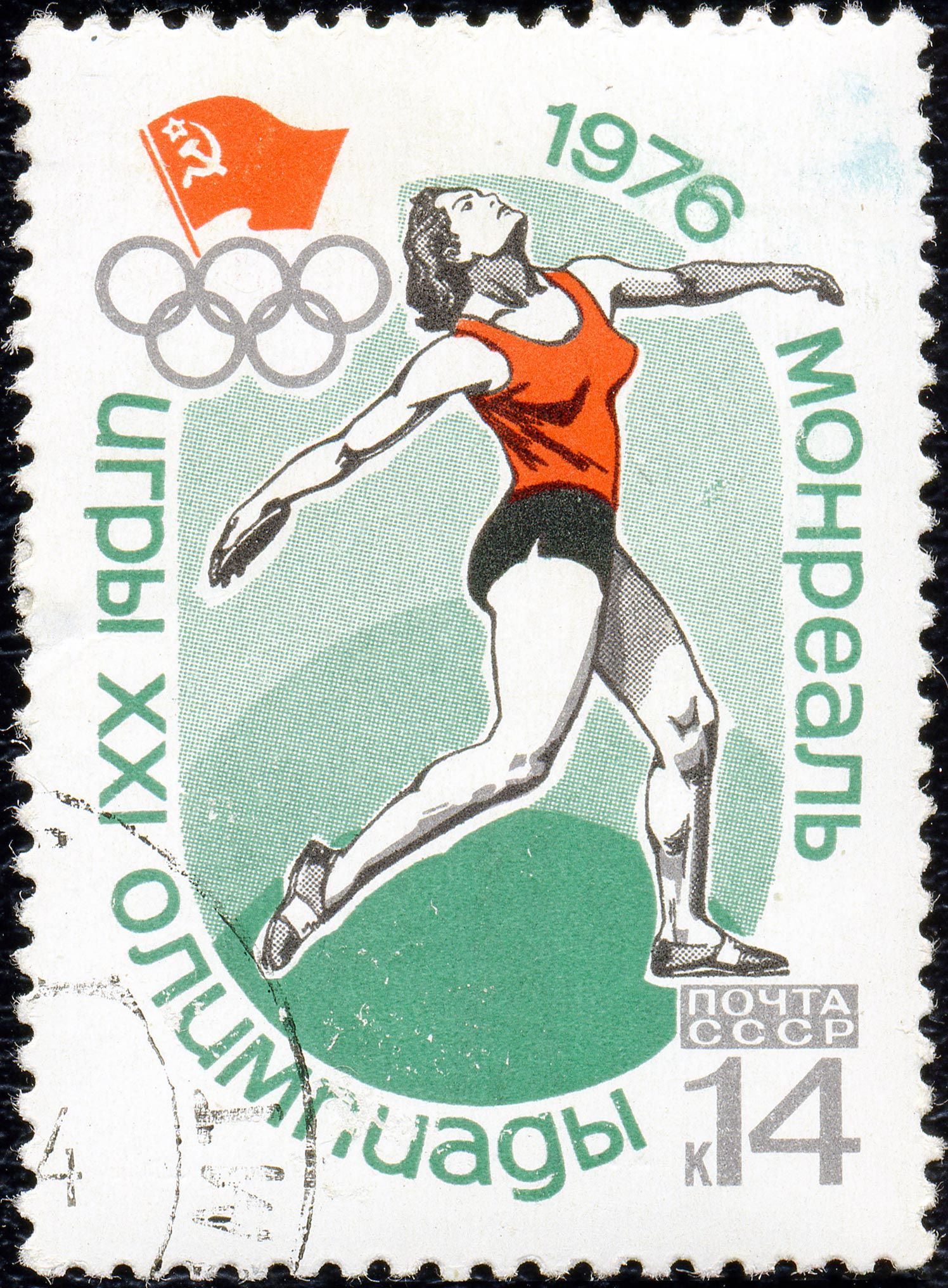
Rzut dyskiem
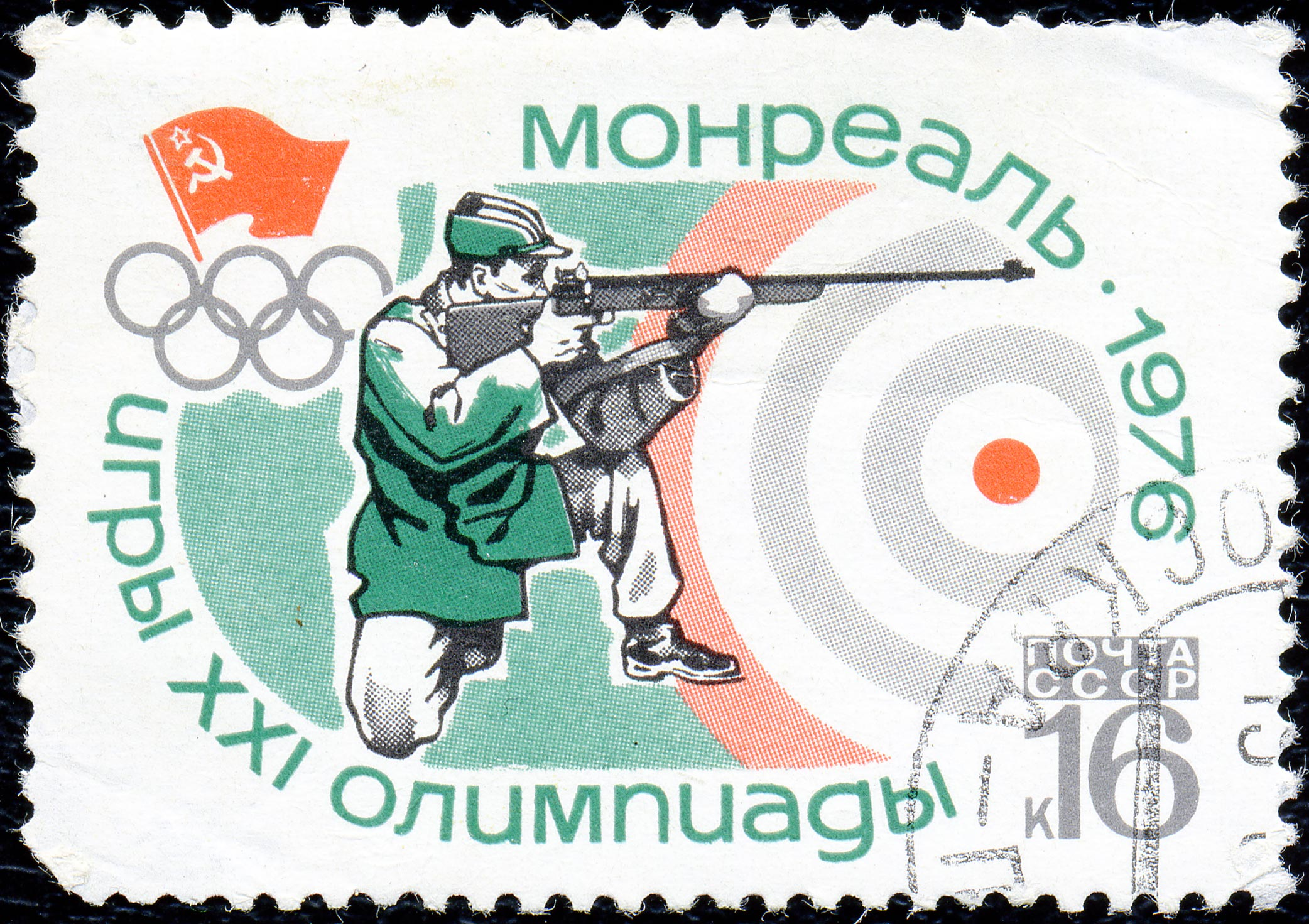
Strzelectwo

## Statystyka medalowa
| Klasyfikacja medalowa              |                   |       |        |      |       |
| Lp.                                | Państwo           | złoto | srebro | brąz | razem |
| 1                                  | ZSRR              | 49    | 41     | 35   | 125   |
| 2                                  | NRD               | 40    | 25     | 25   | 90    |
| 3                                  | Stany Zjednoczone | 34    | 35     | 25   | 94    |
| 4                                  | RFN               | 10    | 12     | 17   | 39    |
| 5                                  | Japonia           | 9     | 6      | 10   | 25    |
| 6                                  | Polska            | 7     | 6      | 13   | 26    |
| 7                                  | Bułgaria          | 6     | 9      | 7    | 22    |
| 8                                  | Kuba              | 6     | 4      | 3    | 13    |
| 9                                  | Rumunia           | 4     | 9      | 14   | 27    |
| 10                                 | Węgry             | 4     | 5      | 13   | 22    |
| Zobacz pełną klasyfikację medalową |                   |       |        |      |       |